# Északi Járműjavító
Az Északi Járműjavító nemcsak a MÁV, hanem egész Magyarország egyik legnagyobb legfontosabb vasúti műhelye, járműjavítója volt Budapesten, Kőbányán.

## Előzmények
Magyarország első vasútvonalának építése 1844 második felében kezdődött meg. A kész vonalon Pest és Rákospalota, később Pest és Vác közt állítólag ekkor közlekedett hazánkban első ízben befűtött gőzmozdony. A vaspálya ünnepélyes megnyitására 1846. július 15-én került sor. A Kőbányai úti Gépgyár két elődcége az 1868-ban megalapított Magyar–belga Gép- és hajtóépítő társaság, valamint az Északi Járműjavító helyén létesült Magyar–svájci vasúti kocsigyár. Ez utóbbi cég készítette az Alföld–Fiumei Vasút vontatott járműveinek nagy részét. Azonban 1870-re mindkét cég csődbe jutott és felszámolás alá került.

## A kezdetektől a századfordulóig
A két üzemet a magyar állam megvásárolta és közös irányítás alá helyezve 1870. augusztus 1-jével megalapította a Magyar Királyi Államvasutak Gép- és Kocsigyárát és előbb MÁV igazgatóságának kezelésébe adta, majd saját igazgatóságot hozott létre. A gyár első igazgatója Zimmermann Frigyes volt.
Az 1867. évi kiegyezés után elhárult az akadály a nemzeti ipar fejlődésének útjából, befejeződött az addigi mozdonyimport. Szaporodtak a társasági (magán) vasutak, amelyek MÁV-val együtt nagy mennyiségű mozdonyt és kocsit igényeltek. A gyár 1872-ben kezdte meg a járműgyártást, elsőként 50 db kokszszállító kocsit és a bécsújhelyi Sigl gyár tervei alapján az első hazai gyártású III. osztályú (később 335 sorozatú) tehervonati gőzös 1873-ban, melyet még abban az évben bemutattak a bécsi világkiállításon. A világgazdasági válság miatt a céget átmenetileg újra a MÁV kezelésébe helyezték. 1873. július 28-án leégett az egykori magyar–svájci kocsigyár épülete, amelyet újjáépítettek, de ezután már nem a gyárhoz tartozott, hanem a MÁV saját főműhelye lett.
Az üzemben fedett helyen ekkor húsz mozdonyt és harmincegy kocsit, szabad ég alatt pedig további 259 db kocsit lehetett elhelyezni. Létszáma ekkor 417 fő, területe pedig a későbbinek alig a fele volt.
Az üzem neve 1875-től Budapesti Főműhely lett, melyet a századfordulóig folyamatosan bővítettek és ekkor már csak gőzmozdonyok, valamint személy- és teherkocsik javításával foglalkozott. 1885-re felépült a 20 000 m² alapterületű nagy gőzmozdonyjavító-csarnok (közismert nevén az Eiffel-csarnok), majd egymás után létrejött a mozdonykerék-eszterga és gyártási esztergaműhely, a tanoncműhely, az új lemezhajlító, a tűzcsőjavító és a rézművesműhely.
Az üzem neve 1890-től lett Északi Főműhely, amely elnevezés arra utalt, hogy elsősorban az ország északi területéről hozták ide javítani a járműveket. A műhely kétbetűs távirati hívójele, kódja „Fm” (=főműhely) lett, melyet megszűnéséig megtartott.
A nagy tengelytávolságú két- és négytengelyes személykocsik javítására 1897-ben új 85×30 m alapterületű alváz- és szekrényműhely épült.

## A századfordulótól az első világháború végéig
A századfordulóra a főműhelyben már kilencven gőzmozdony és 455 személykocsi számára volt fedett hely, és további negyvennyolc mozdonyt és 280 kocsit tárolhattak a szabad ég alatt. A járművek mozgatását tizenhárom tolópad segítette. A főműhely ekkorra Budapest egyik legnagyobb üzemévé vált.
A közelben vasutas-lakótelep (MÁVAG-kolónia) és négyosztályos elemi iskola (ma: Vajda Péter Ének-zenei Általános és Sportiskola) is létesült.
1908-ban a járművek javításán kívül két kis mozdonyt is készítettek az Északi Főműhelyben a MÁV részére. Az MI osztályba sorolt mozdonyok terveit is a főműhely készítette.
Az első világháború alatt a Magyar Királyi Állami Vasgyárak kapacitásproblémái miatt tizenöt mozdony gyártásával az Északi Főműhelyt bízták meg. A MÁV-nál 375,861–875 pályaszámot kapott mozdonyok 1916-ban készültek el.
A MÁV mozdonyainak nagyjavítását műhelyei között 1918-tól nem területenként, hanem típusonként osztotta el. Az Északi Főműhelyt a
- az összes (2 db) 202 sorozatú,
- az összes (24 db) 203 sorozatú,
- az összes (22 db) 301 sorozatú,
- az összes (65 db) 323 sorozatú,
- 193 db 324 sorozatú,
- az összes (140 db) 327 sorozatú,
- az összes (18 db) 341 sorozatú és
- 132 db 375 sorozatú,

azaz összesen 596 db gőzmozdony javítására jelölték ki.
Bár az ország feldarabolása a mennyiségeket csökkentette, továbbra is a legtöbb fontos és nagy teljesítményű mozdony az Északinál maradt.

## A két háború között
A világháborúk között folytatódott az Északi Főműhely fejlesztése. Mivel 1926-ban megalakult a MÁV Dunakeszi Főműhelye, a személykocsik javítását oda helyezték át. Innentől az alváz- és szekrényműhelyt benzin- és dízelmotorkocsik javítására rendezték be. 1930-tól a villamos mozdonyok és motorkocsik javítása is az Északi Főműhely feladata lett, melyhez a gőzmozdonyszerelde tizenkét vágányát jelölték ki. Az 1930-as években számos nagy értékű megmunkálógépet is üzembe helyeztek.
Az Északi Főműhelyt jelölték ki a 328 és a 442 sorozatú gőzmozdonyok javítására is.
A főműhely létszáma 1944-re 2467 fő fizikai és 189 fő igazgatási dolgozó volt.

## Amásodik világháborúvégétől a rendszerváltásig
A harci cselekmények, köztük a bombatámadások miatt az üzem épületeinek nagy része megsemmisült vagy megsérült. A motorkocsiműhely teljesen megsemmisült. Ennek ellenére szinte azonnal újraindult a javítási tevékenység és megkezdődött az üzem újjáépítése is. Ekkoriban természetesen az üzem mindenféle típusú mozdony javítását elvégezte.
1949. július 1-jétől az üzemet önálló vállalattá alakították át, neve MÁV Északi Járóműjavító Nemzeti Vállalat lett. A megnevezés rövidesen MÁV Északi Járóműjavító Üzemi Vállalatra változott.
Az 1950-es évektől a dízelmozdonyok megjelenésével ezek javítására is az Északit jelölték ki. Ezzel párhuzamos 1958-ban az üzem beszüntette a teherkocsi-javítást.
Az Északi a keskenynyomközű vasutak dízelesítésében jelentős szerepet játszott a C-50 típusú dízelmozdonyok tervezésével és gyártásával.
1960-tól a gőzmozdonyok javítása is veszített jelentőségéből. Innentől a nagyobb darabszámú sorozatok közül már csak a 327, a 328 és a 411 sorozatú gépek javítását végezték.
1962-ben átadták az üzem több mint 22 000 m²-es, új dízelmozdony- és motorkocsi-javítócsarnokát és a hozzátartozó központi irodaépületet.
A villamos mozdonyok javításának felfutása miatt 1963-ban az utolsó itt javított gőzmozdony is elhagyta az üzem területét. Ekkor az addigi gőzmozdonyszereldét, az Eiffel-csarnokot felújították és villamosmozdony-javításra rendezték be.
1967–1970 között új forgóvázjavító üzemegységet építettek.
Az 1960-as évek végére az üzem létszáma megközelítette a 3400 főt.
Az M62 és a V43 sorozatú mozdonyok számának szaporodásával az üzem profilja tovább módosult: 1969-ben a kis teljesítményű dízelmozdonyok javítását a Szombathelyi Járműjavító, 1971-ben pedig a közepes teljesítményű dízelmozdonyokét a Szolnoki Járműjavító vette át.

## A rendszerváltástól a bezárásig
A rendszerváltás után a MÁV Északi Járműjavító 1992 végén 100%-os MÁV-tulajdonú kft.-vé alakult át.
A Magyar Államvasutak Zrt. (MÁV) járműjavítási és karbantartási tevékenységét 2008. január 1-jén a MÁV-GÉPÉSZET Vasútijármű Fenntartó és Javító Zrt. néven önálló társasággá szervezte. 2008. év közepétől a társaság része lett a Szolnoki Járműjavító mellett az Északi Járműjavító is, amelynek neve MÁV-GÉPÉSZET Vasútijármű Fenntartó és Javító Zrt. Vasúti Járműjavítás Telephely Északi lett. 2008-ban és 2009-ben a járműjavító területén nagyszabású vasútmodell-kiállítást rendeztek, amin számos európai országból több mint 280 kiállító és több ezer látogató volt jelen. A magyar vasút és vasútmodellezés nagy rendezvényei voltak a vasút- és vasútmodell-fesztiválok.
A vasúti javítási tevékenység csökkenése miatt már hosszú évek óta a legtöbb járműjavító alacsony kapacitáskihasználással működött. Ezért született meg a döntés a két járműjavítási telephely összevonásáról és az egyik telephely megszüntetéséről. A későbbi kedvezőbb fejlesztési lehetőségek miatt a szolnoki telephely megtartása és az Északi tevékenységének áthelyezése mellett döntöttek.
A döntés nyomán 2009 végével az Északi telephelyen végleg megszűnt a vasútijármű-javítás. Gépeinek és dolgozóinak legnagyobb részét Szolnokra helyezték át.
2011-ben az Emberi Erőforrások Minisztériuma a telephelyet meghatározó épületeit műemlékké nyilvánította. Köztük van a kapuépület, a mozdonyjavító-műhely és fűtőház (az ún. Eiffel-csarnok), több irodai és raktárépület, továbbá a Törekvés Művelődési Központ. Az ingatlan egészét a miniszter műemléki környezetnek jelölte ki. A védettséget kinyilvánító rendelet az építészeti és iparművészeti, valamint technikatörténeti jelentőséget emeli ki.

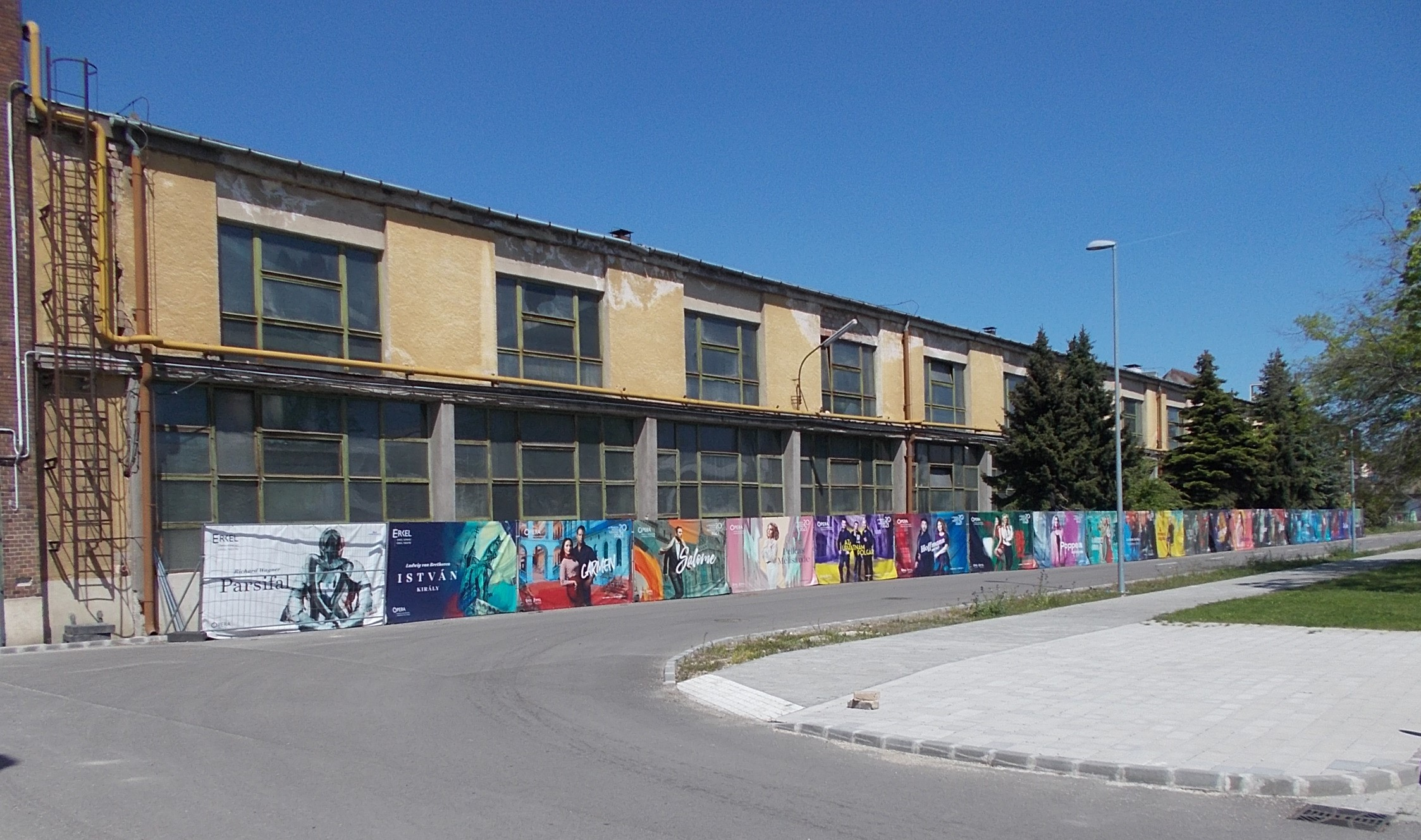
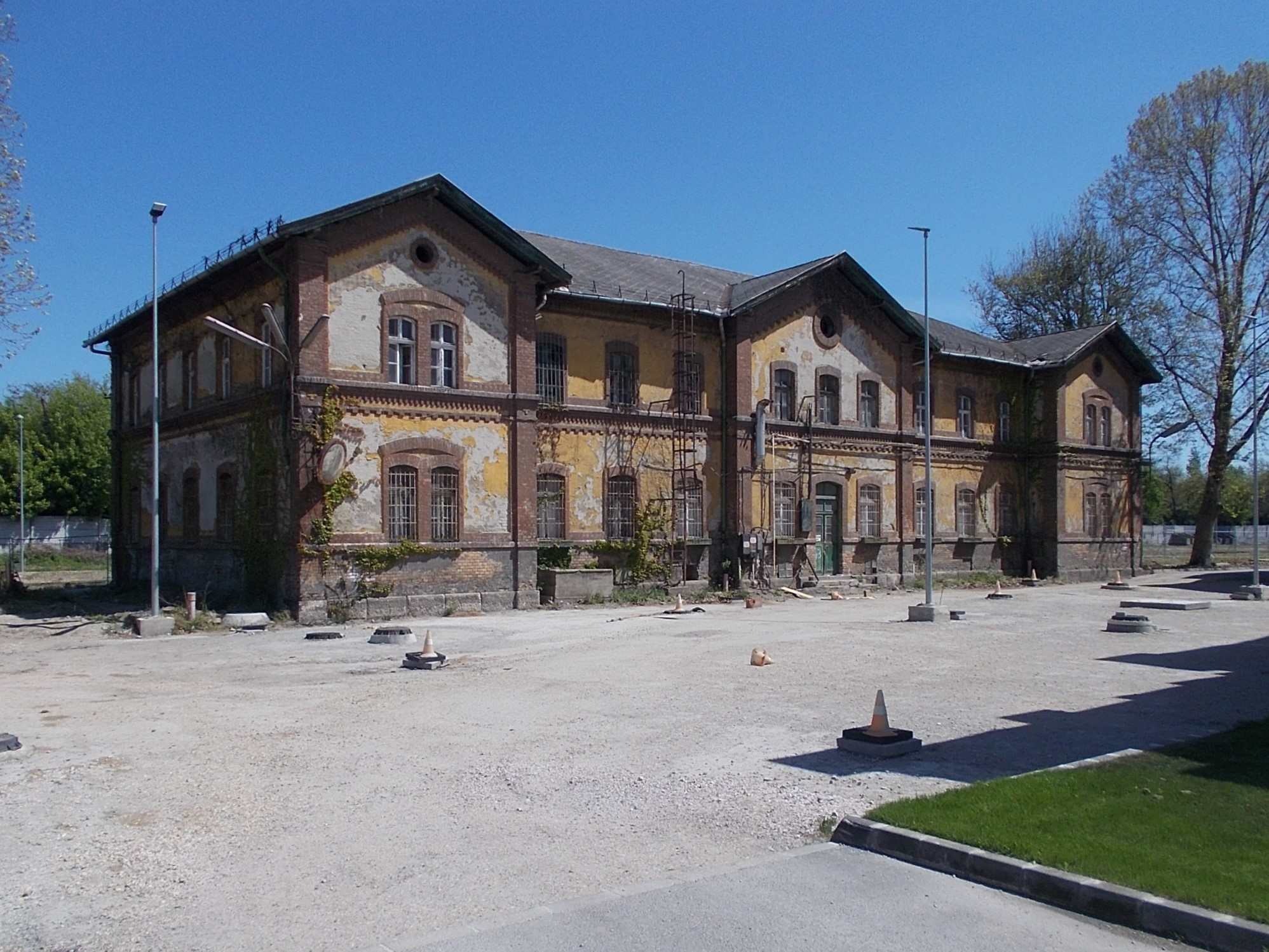
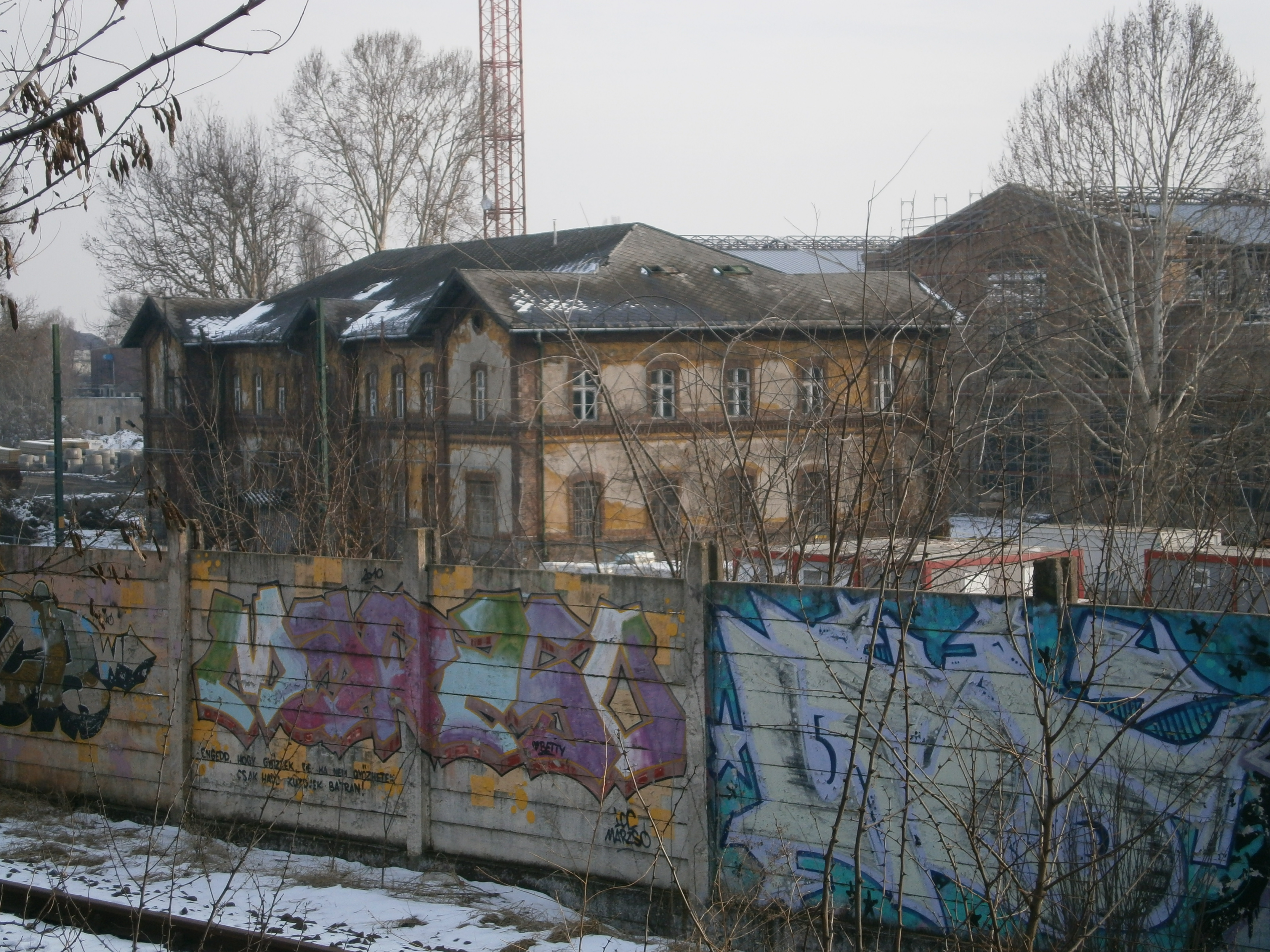
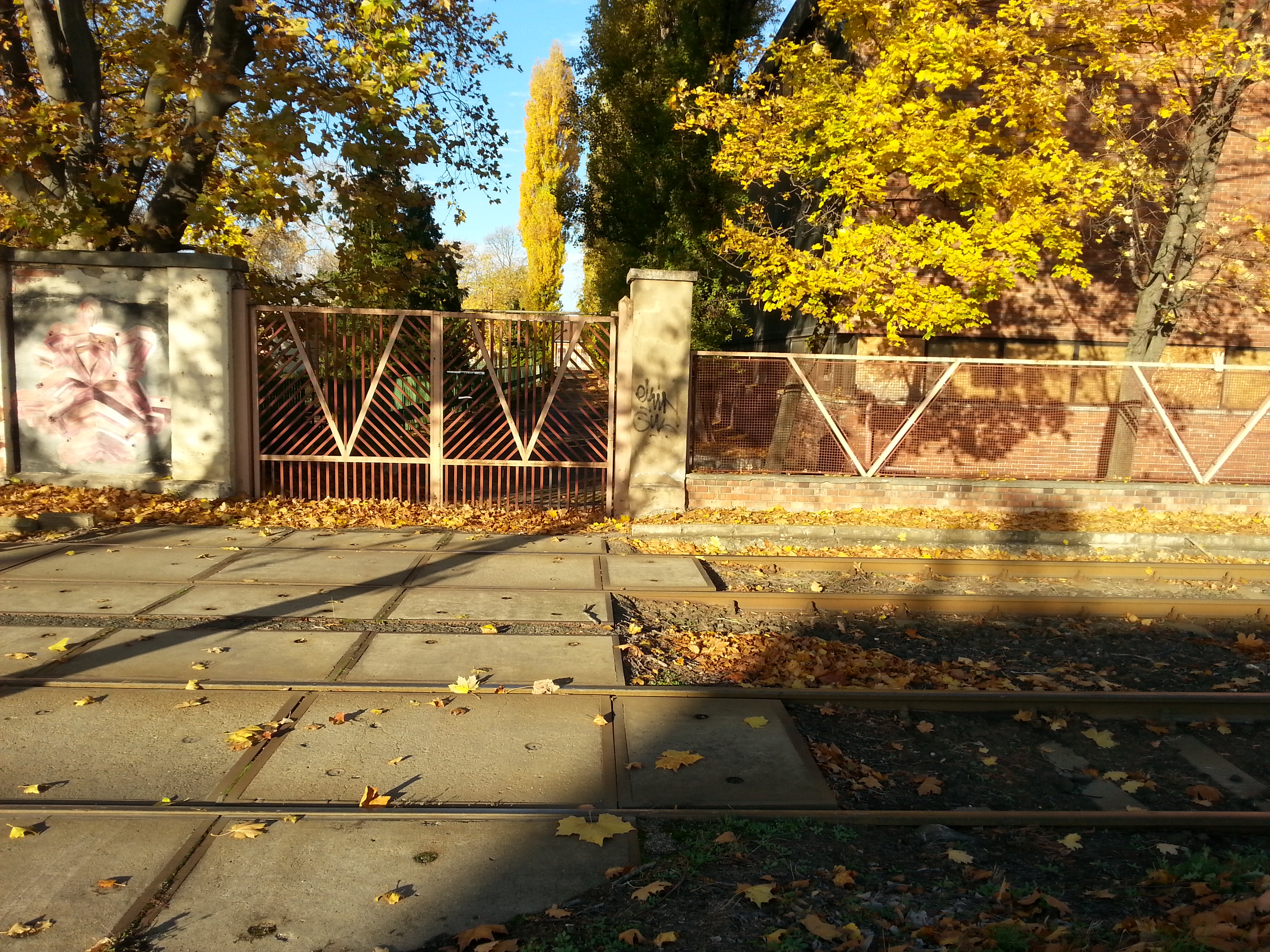
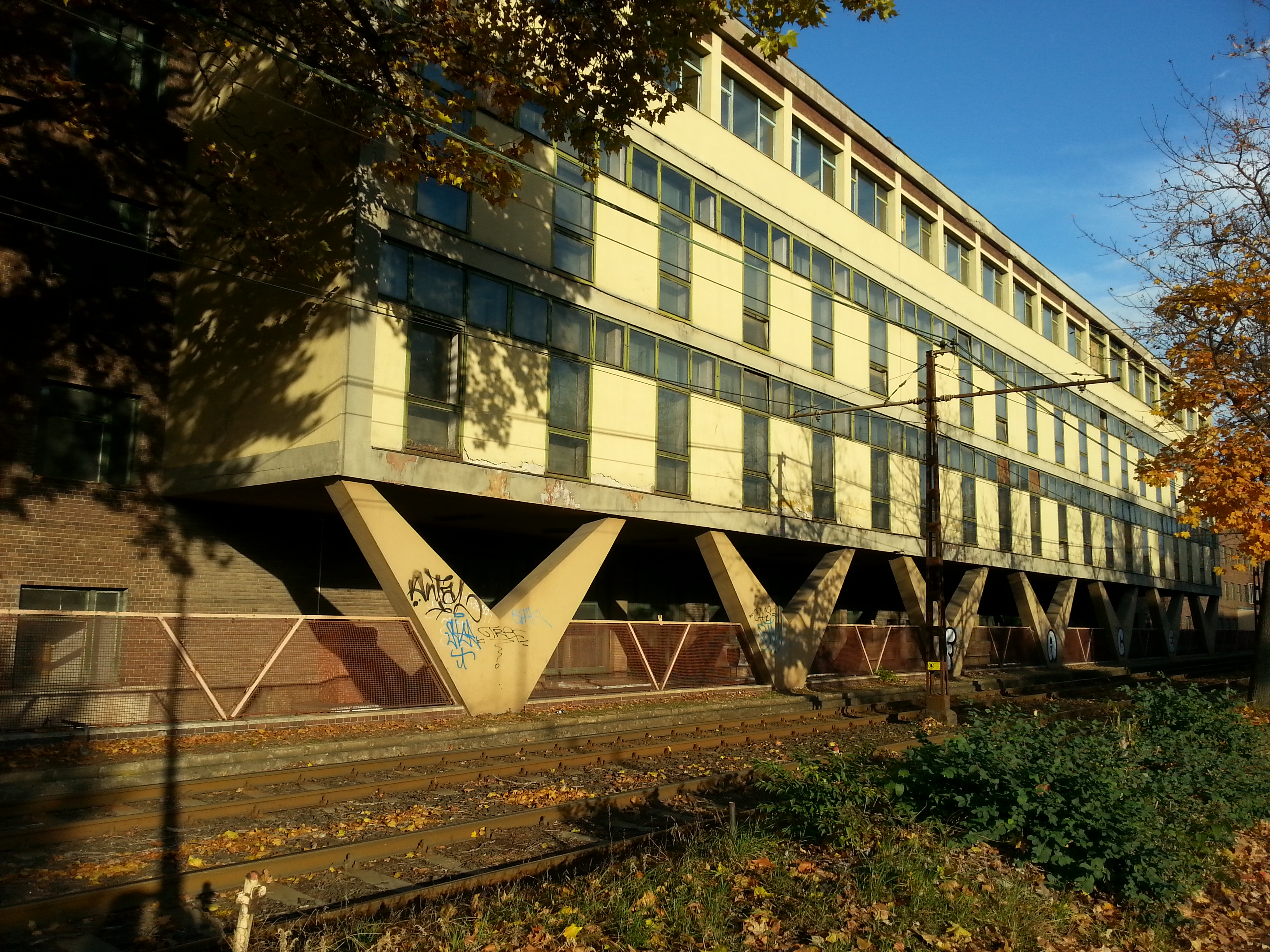
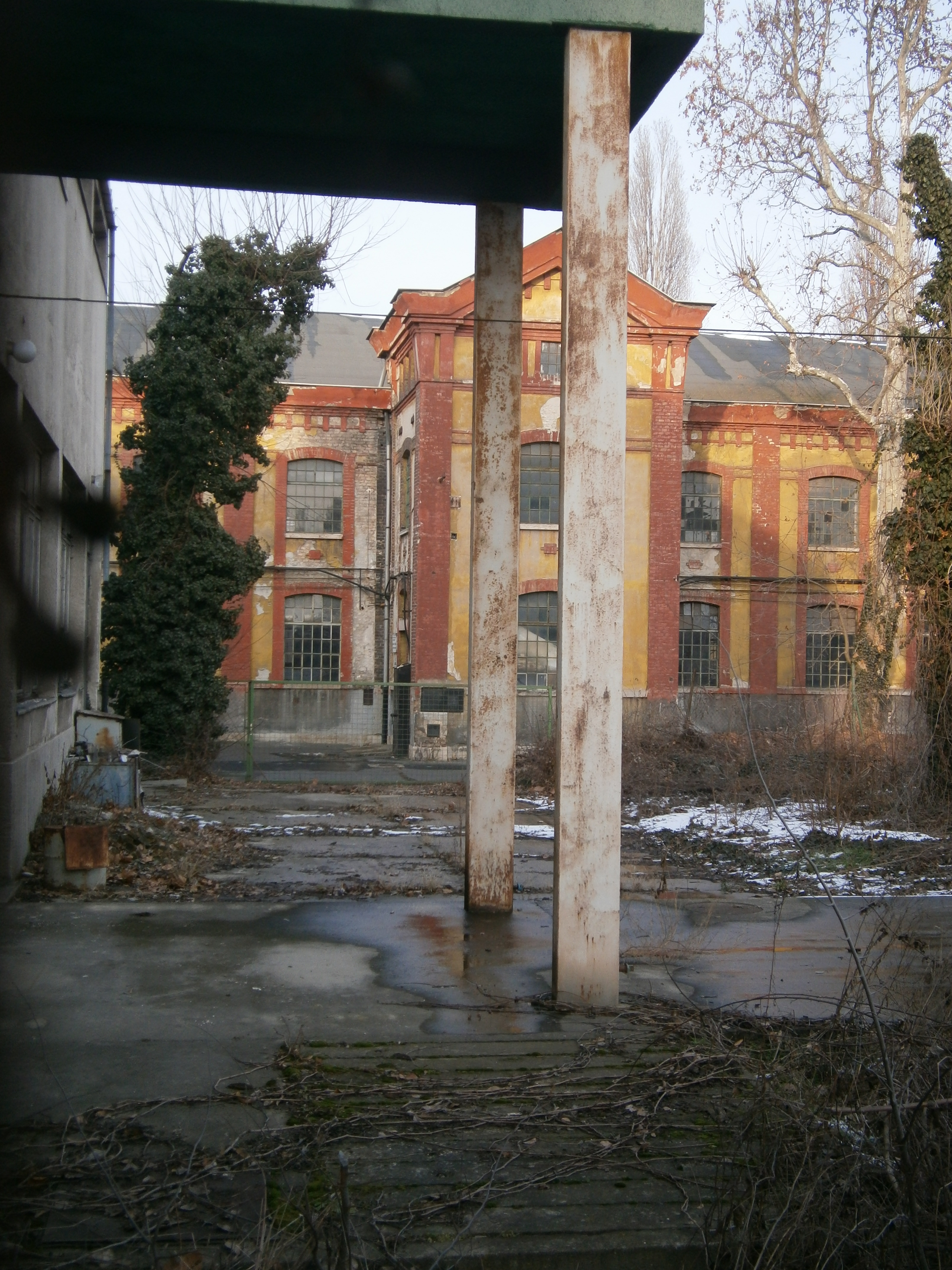

## Megújulás

### Az Új Közlekedési Múzeum
Az üressé vált egykori üzem mintegy 150 éves ipari örökségi értékeit is figyelembe véve 2017 decemberében jelölte ki a Kormány a területet az Új Közlekedési Múzeum helyszínéül. Így a terület komplex, kulturális és közösségi célú hasznosításával, az Északi Járműjavító dízelmozdony-javító csarnokát felhasználva, annak átépítésével és bővítésével épül meg itt az ország egyik legkedveltebb múzeumának új otthona.
Az Északi megnevezés ragadványnévként maradt a területen. Az 1870-es évektől a legnagyobb munkát a MÁV első vonalának, a pest-losoncinak a járművei adták, de leginkább az ország északi területeiről hozták ide a mozdonyokat és a kocsikat, ezért a műhelyt elkezdték “Északiként” emlegetni. A XX. század elejére a terület már nemcsak a magyar államvasút legkorszerűbb, hanem Budapest legnagyobb ipari üzemévé is vált. Ekkoriban nem kevesebb, mint 90 mozdonyon és 455 kocsin tudtak egyidejűleg dolgozni a műhelyekben. A két háború között már a Kandó mozdonyok javítását is el tudták végezni itt. A világháború alatt az üzemet komoly bombatalálatok érték és egy időre a munkavégzés is leállt. A szovjetek 1945. január 16-án vették át az üzem irányítását és megkezdődött dízelmozdonyok gyártása és tömeges javítása is. A dízelcsarnok építését 1958-ban kezdték el és 1962. július 8-i vasutas napon avatták fel. Az épületegyüttes Kőbányai úti homlokzatát a műhelycsarnokhoz közvetlenül kapcsolódó három emeletes igazgatósági épület határozza meg, mely országos műemléki védettség alatt áll.

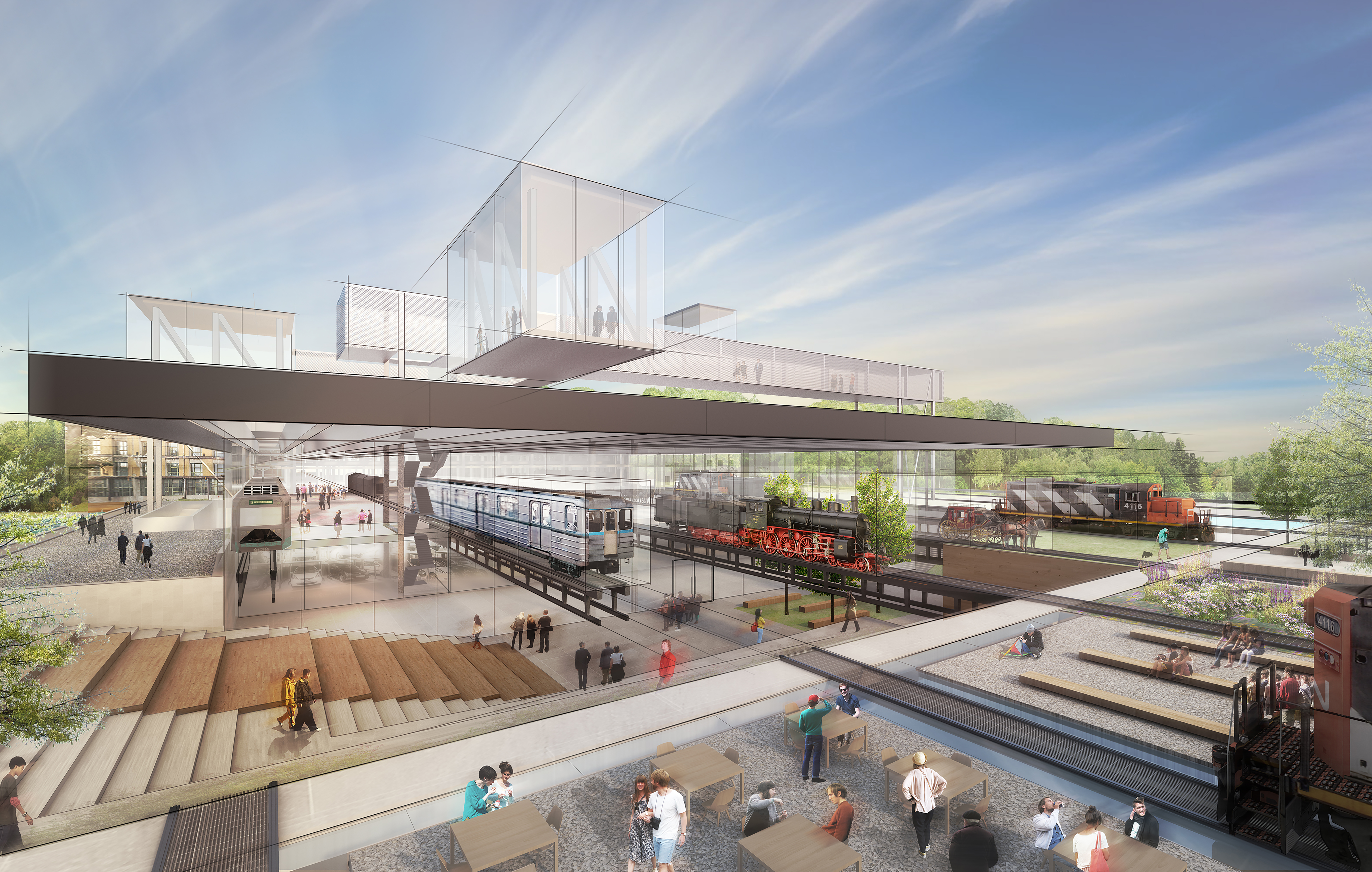
Új Közlekedési Múzeum látványterve

Az új múzeumépület terveinek elkészítésére 2019-ben nemzetközi tervpályázat keretein belül került kiválasztásra a New York-i Diller Scofidio+Renfro építésziroda. Nevükhöz fűződik a hajdani magasvasúti hálózat megújításával létrehozott városi közpark, a New York-i High Line Park kialakítása, amely a teljes környék rehabilitációjának elindítójává és világszerte ismert rozsdaövezet-megújítási mintaberuházássá vált.
Az új múzeum a korábbinál mintegy kétszer nagyobb állandó kiállítással, egy barnamezős terület átfogó – vasúti megállóhely fejlesztést is magába foglaló – rehabilitációjával, új közösségi tereivel és új minőségi zöldfelületeivel az egész városrész megújulásának katalizátora lehet. A területen a múzeum valamennyi funkciója helyet kap, így a létrejövő komplexum az új állandó, időszaki és szabadtéri kiállítások mellett több ezer műtárgynak ad majd otthont, itt kap helyet az Európa legnagyobbjai közé tartozó, közel negyedmillió kötetes közlekedési-műszaki szakkönyvtár, valamint a magyar tudósok hagyatékát és a magyar gyárak iratanyagát őrző archívum, a kutatószobák és a konferenciatermek is. A múzeum új restaurátorműhelyeket és országos kompetenciaközpontot is létesít a műszaki és közlekedési tárgyak, járművek felújítási, állományvédelmi munkájának háttérbázisaként. Mindezek tartósan biztosítják a szakmai, kiállítási és tudományos munka XXI. századi környezetben történő elvégzését. A beruházás kiterjed a vasúti megálló megépítésére, a közúti kapcsolatok fejlesztésére, nosztalgiajárművek számára készülő végállomásra. Mindezek által egy olyan új, nemzetközi színvonalú, családbarát desztináció jöhet létre, amely a környék további fejlődését is elősegíti.

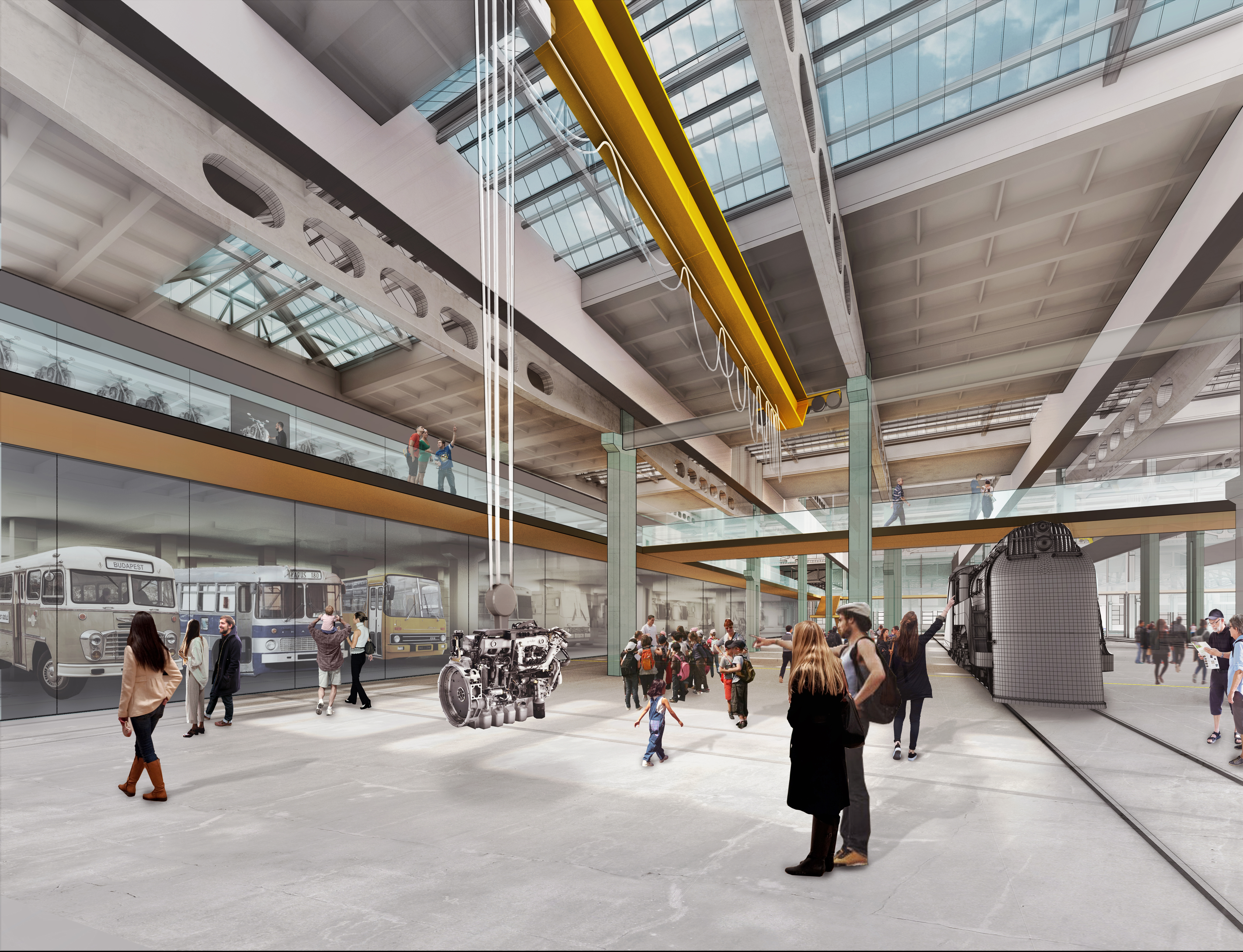
Új Közlekedési Múzeum látványterve

Az Északi Járműjavító területén új otthonra lelő múzeum mintegy hetvenezres műtárgy-gyűjteményébe olyan egyedi értékek tartoznak, mint Európa egyik leggyorsabb, magyar gőzmozdonya, Kandó Kálmán ismert villanymozdonyai, Budapest egyik első villamosa, a fiumei magyar tengerészet eredeti hajómodelljei, egykori Ford T-modellek, Csonka János első autói, magyar tudósok és alkotók hagyatékai, az Ikarus-buszgyártás öröksége és fontosabb járművei. Ezekkel együtt mintegy 3000 műtárgy kerül majd be az új kiállításba, összesen 619 jármű lesz megtekinthető az új múzeumkomplexumban.
A projekt segítségével nemcsak Európa egyik legrégebbi, 1899-ben alapított közlekedési múzeuma talál végleges otthonra ezen a területen, hanem a teljes városrészt érintő komplex fejlesztés valósul meg, amelynek keretében egyszerre születik új közlekedési csomópont és közösségi tér, a korábban elhanyagolt terület revitalizációjával új városközpont jöhet létre. A beruházás Európa egyik legnagyobb barnamezős fejlesztésének számít, amely véglegesen és világszínvonalon biztosíthatja e páratlan ipari örökségi helyszín jövőjét.

### Eiffel Műhelyház
Az Eiffel-csarnok átalakítását 33 milliárd forintból 2017-ben kezdték meg, és 2021 őszén adták át. A Magyar Állami Operaház próba-, gyártó- és raktárközpontjaként funkcionál tovább.